# تباشیرک (سرده)
تباشیرک، کرک سنبلک (نام علمی: Tricholaena) نام یک سرده از تیره گندمیان است.